# Cynarctus
Cynarctus è un genere estinto di mammiferi carnivori, appartenente ai canidi. Visse tra il Miocene medio e il Miocene superiore (circa 18-10 milioni di anni fa) e i suoi resti fossili sono stati ritrovati nella parte occidentale del Nordamerica (Colorado, California, Maryland, Nebraska e Texas).

## Descrizione
Questo animale aveva un aspetto più robusto di quello della maggior parte dei canidi attuali. Il cranio possedeva un muso relativamente corto, e la dentatura era notevolmente specializzata. Le specie più avanzate del genere, infatti, possedevano molari allargati e su cui erano presenti numerose piccole cuspidi, molto simili a quelle che si riscontrano negli orsi attuali. Cynarctus raggiungeva probabilmente i 15 chilogrammi di peso e il cranio poteva raggiungere i 20 centimetri di lunghezza.

## Classificazione
Cynarctus, descritto per la prima volta da Matthew nel 1902, in base a mandibole di Cynarctus saxitilis, trovate nei Pawnee Creek Beds del Colorado.
appartiene ai borofagini, un gruppo di canidi estinti le cui specializzazioni scheletriche e dentarie li portarono ad assomigliare alle iene attuali. Cynarctus si sviluppò a partire da forme primitive dell'Oligocene, come Cormocyon e Desmocyon, per poi diffondersi nel Miocene medio con numerose specie, vissute tutte nel Nordamerica occidentale: tra le più note, da ricordare C. galushai, C. crucidens (l'ultima ad estinguersi, nel Miocene superiore) e C. voorhiesi. Le specie C. marylandica e C. wangi raggiunsero anche la parte orientale del Nordamerica, così come il genere affine Paracynarctus.

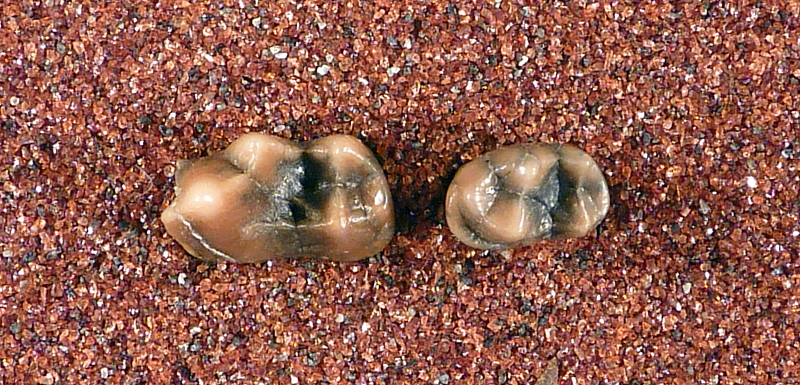
Primo e secondo molare di Cynarctus marylandica

## Paleobiologia

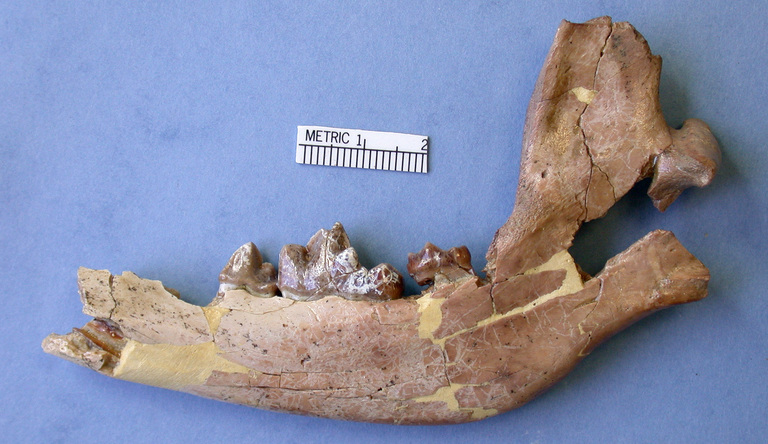
Manibola di Cynarctus galushai

La dentatura “ursina” di Cynarctus e Paracynarctus fa supporre che questi animali non fossero carnivori particolarmente attivi, ma fossero più che altro onnivori che si cibavano di una vasta gamma di risorse di cibo, senza aver sviluppato l'attitudine alla frantumazione delle ossa tipiche dei successivi borofagini. Tuttavia recenti ritrovamenti dimostrano che il genere combinava caratteristiche tipiche dei canidi con quelle dei Procyonidae. Questi animali furono anche tra i pochi borofagini a raggiungere le foreste decidue del Nordamerica orientale; probabilmente si adattarono meglio agli ambienti boschivi di queste zone rispetto agli altri canidi, più abituati alle zone di prateria della parte occidentale del continente.